# Завадкі (Більський повіт)
Завадкі (пол. Zawadki) — село в Польщі, у гміні Мєндзижець-Підляський Більського повіту Люблінського воєводства.
Населення — 85 осіб (2011).
У 1975-1998 роках село належало до Білопідляського воєводства.

## Демографія
Демографічна структура станом на 31 березня 2011 року:
|          | Загалом | Допрацездатний вік | Працездатний вік | Постпрацездатний вік |
| -------- | ------- | ------------------ | ---------------- | -------------------- |
| Чоловіки | 40      | 9                  | 24               | 7                    |
| Жінки    | 45      | 10                 | 24               | 11                   |
| Разом    | 85      | 19                 | 48               | 18                   |